# Créateurs de beauté
 (janvier 2017).
Les Créateurs de beauté est une société regroupant des créateurs et des marques actifs dans le domaine de la cosmétique, dont agnès b., Cosmence, Professeur Christine Poelman, Jean-Marc Maniatis, Le Clos des Oliviers, Christophe Felder, Ida Delam Institut, et spécialisé dans le commerce en ligne et la vente à distance.

## Histoire
(janvier 2017).
- 1er décembre 1987 : création par le groupe L'Oréal et le groupe spécialiste de la vente à distance 3 Suisses International[1] (chacun détenant 50 % du capital). Initialement baptisé Le Club des Créateurs de beauté, le concept de l'entreprise est de proposer aux femmes, par le biais de la vente à distance, des produits cosmétiques exclusifs de créateurs.

- 1993 : lancement en Belgique.

- 1995 : mise en ligne du site Internet et lancement en Allemagne.

- 1996 : lancement au Japon.

- 1997 : lancement en Grande-Bretagne.

- Août 2006 : lancement en Chine (activité fermée 6 mois plus tard).

- 2008 : le groupe L'Oréal rachète la part du capital détenue par le groupe 3 Suisses International[2].

- 2013 : Le Club des Créateurs de beauté devient Créateurs de beauté.

- 19 novembre 2013 : la société annonce son intention d’arrêter son activité de vente par correspondance en 2014[3].

Le 18 juin 2014   l'arrêt définitif des Créateurs de Beauté.
Le 21 juin 2016 la société est dissoute.

## Marques
Parmi les marques qui ont été distribuées par la société, on trouve :
- Agnès b.
- Bioexigence
- Christine Poelman
- Christophe Felder
- Claire Commeau
- Corinne Cobson
- Cosmence
- Crazylibellule and the Poppies
- Fifi Chachnil
- Franck Provost[6]
- Ida Delam Institut
- Jean-Marc Maniatis
- Le Clos des Oliviers
- Marina Marinof
- Michel Klein
- Natural Sea Beauty
- Pascal Schaller
- Souleiado
- Tan Guidicelli
- The Body Shop
- Thierry Mugler
- Tina Barrat
- Yes For Lov